# جیانی رومانو
جیانی رومانو (انگلیسی: Gianni Romano; ۲۴ اوت ۱۹۳۱ – ۲۴ اوت ۲۰۱۰) بازیکن فوتبال اهل ایتالیا بود.
از باشگاه‌هایی که در آن بازی کرده‌است می‌توان به باشگاه فوتبال یوونتوس، باشگاه فوتبال ونتزیا، و باشگاه فوتبال اودینزه اشاره کرد.